# Thetford (Vermont)
Thetford ist eine Town im Orange County des Bundesstaates Vermont in den Vereinigten Staaten mit 2775 Einwohnern (laut Volkszählung von 2020).

## Geografie

### Geografische Lage
Thetford liegt im Süden des Orange Countys, an der Grenze zu New Hampshire. Diese wird gebildet durch den Connecticut River, der Grenzfluss zwischen Vermont und New Hampshire ist. Im Norden ragt der Lake Fairlee in das Gebiet der Town, im Zentrum befindet sich der Lake Abenaki und etwas nordöstlich von diesem der Mud Pond. Zudem gibt es einige weitere kleinere Seen. Der Ompompanoosuc River mit seinen Nebenflüssen durchfließt die Town in südöstlicher Richtung, er mündet in den Connecticut River. Die Oberfläche ist hügelig, ohne höhere Berge. Die höchste Erhebung ist der 506 m hohe, nahe dem Zentrum der Town gelegene High Peak. Thetford liegt in Zentralvermont in der Upper Valley-Region, die sich am mittleren Connecticut River über an den Fluss grenzende Teile von New Hampshire und Vermont erstreckt.

### Nachbargemeinden
Alle Entfernungen sind als Luftlinien zwischen den offiziellen Koordinaten der Orte aus der Volkszählung 2010 angegeben.
- Norden: West Fairlee, 4,4 km
- Nordosten: Fairlee, 8,2 km
- Osten: Lyme (New Hampshire), 17,3 km
- Südosten: Hanover (New Hampshire), 7,5 km
- Süden: Norwich, 8,5 km
- Südwesten: Sharon, 20,7 km
- Westen: Strafford, 12,6 km
- Nordwesten: Vershire, 9,5 km

### Stadtgliederung
Auf dem Gebiet der Town befinden sich sechs unincorporated Villages: Thetford Hill, Thetford Center, East Thetford, North Thetford, Rice Mills, und Post Mills.

### Klima
Die mittlere Durchschnittstemperatur in Thetford liegt zwischen −9,44 °C (15 °Fahrenheit) im Januar und 18,3 °C (65 °Fahrenheit) im Juli. Damit ist der Ort gegenüber dem langjährigen Mittel der USA um etwa 9 Grad kühler. Die Schneefälle zwischen Mitte Oktober und Mitte Mai liegen mit mehr als zwei Metern etwa doppelt so hoch wie die mittlere Schneehöhe in den USA. Die tägliche Sonnenscheindauer liegt am unteren Rand des Wertespektrums der USA, zwischen September und Mitte Dezember sogar deutlich darunter.

## Geschichte
Benning Wentworth vergab den Grant für Thetford am 12. August 1761 an John Phelps und 61 weiteren Landspekulanten. Er benannte die Town nach Augustus Henry Fitzroy, Duke of Grafton, Earl of Arlington and Euston, Viscount Thetford and Baron Sudbury. Wentworth benutzte alle Titel, um Towns zu benennen. Die Besiedlung startete 1764 und der erste Siedler war John Chamberlain aus Hebron, Connecticut. Die Town wurde am 10. Mai 1768 mit der ersten Stadtversammlung organisiert, und der erste Town Clerk war Abner Howard.
In Thetford gab es bereits sehr früh sechs Postämter, diese sind bis heute in Betrieb. Das Hauptamt befindet sich in Thetford Hill und wurde im Jahr 1797 eröffnet. Eldad Post baute die erste Sägemühle und Schrotmühle und übergab diese im Jahr 1782 an seine Söhne. Thetford entwickelte sich weiter; weitere Geschäfte wie eine Ölmühle, Angelrutenfabrik, Möbelmanufaktur, und Schmiede wurden eröffnet.

### Einwohnerentwicklung
| Jahr      | 1700 | 1710 | 1720 | 1730 | 1740 | 1750 | 1760 | 1770 | 1780 | 1790 |
| --------- | ---- | ---- | ---- | ---- | ---- | ---- | ---- | ---- | ---- | ---- |
| Einwohner |      |      |      |      |      |      |      |      |      | 862  |
| Jahr      | 1800 | 1810 | 1820 | 1830 | 1840 | 1850 | 1860 | 1870 | 1880 | 1890 |
| Einwohner | 1478 | 1785 | 1915 | 2113 | 2065 | 2016 | 1876 | 1613 | 1529 | 1287 |
| Jahr      | 1900 | 1910 | 1920 | 1930 | 1940 | 1950 | 1960 | 1970 | 1980 | 1990 |
| Einwohner | 1249 | 1182 | 1089 | 1052 | 1043 | 1046 | 1049 | 1422 | 2188 | 2438 |
| Jahr      | 2000 | 2010 | 2020 | 2030 | 2040 | 2050 | 2060 | 2070 | 2080 | 2090 |
| Einwohner | 2617 | 2588 | 2775 |      |      |      |      |      |      |      |

## Wirtschaft und Infrastruktur

### Verkehr
Durch die Town führt in nordsüdlicher Richtung die Interstate 91 von Fairlee im Norden nach Norwich im Süden. Östlich von der Interstate verläuft der U.S. Highway 5 ebenfalls in nordsüdlicher Richtung. Die Vermont State Route 132 verläuft durch den südlichen Teil der Town in westöstlicher Richtung von Strafford im Westen nach Norwich im Südosten. Die Vermont State Route 113 verläuft zentral von Nordwesten in Richtung Osten, von West Fairlee im Nordwesten nach Lyme im Osten durch Thetford. Die Bahnstrecke White River Junction–Lennoxville hatte eine Haltestelle in Thetford.

### Öffentliche Einrichtungen
Es gibt kein Krankenhaus in Thetford. Das Dartmouth-Hitchcock Medical Center in Hanover, New Hampshire, ist das nächstgelegene Krankenhaus.

### Bildung

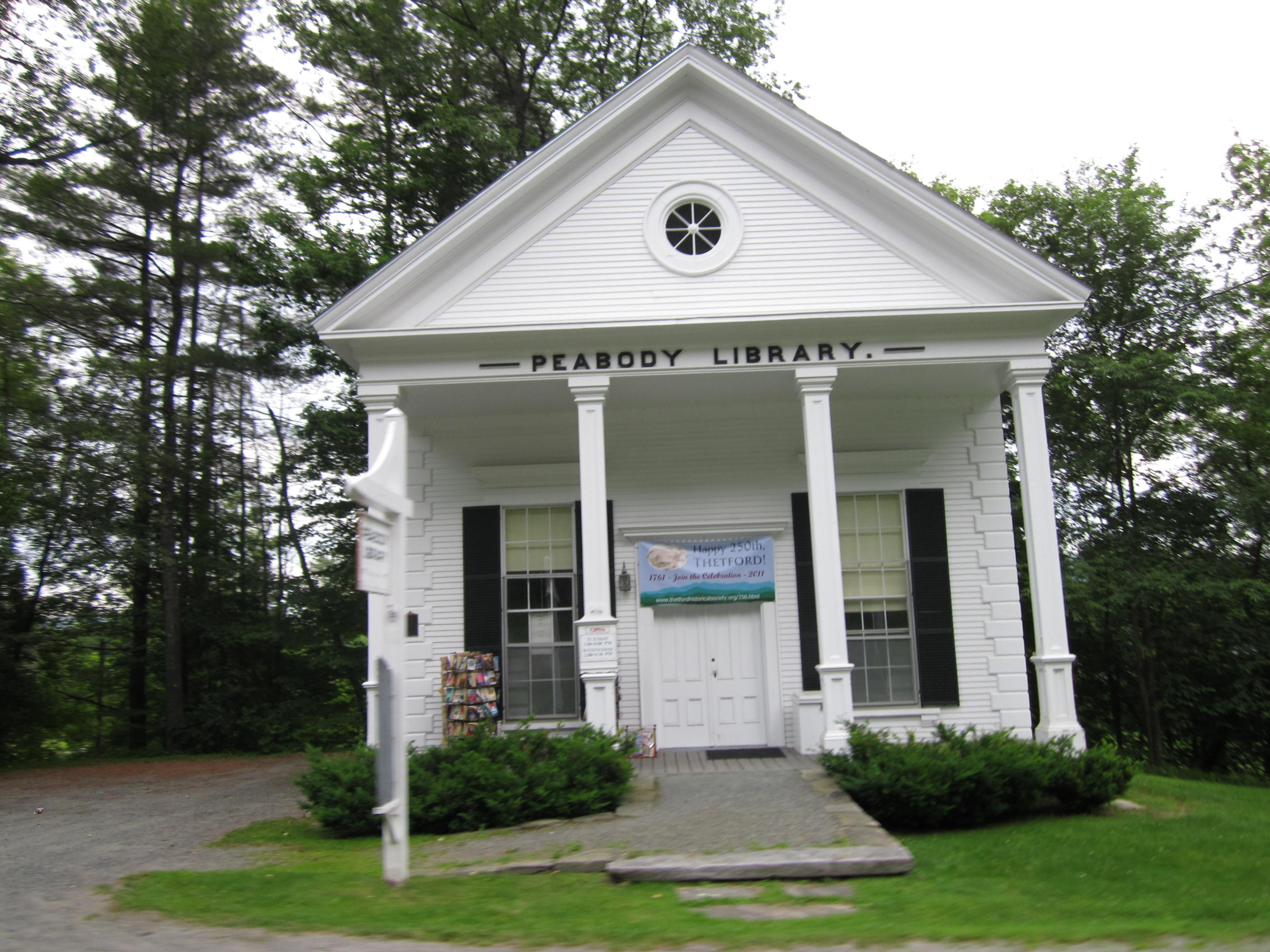
Peabody Library in Post Mills

Thetford gehört zur Orange East Supervisory Union. In Thetford befindet sich die Thetford Elementary School  mit Klassen vom Kindergarten bis zum sechsten Schuljahr.
Die Thetford Academy ist die älteste weiterführende Schule in Vermont. Gegründet wurde sie als Grammer School im Jahr 1819 und bestätigt durch den Staat Vermont am 29. Oktober 1819. Die Verfassung von Vermont sah eine Grundschule in jeder Town vor, eine weiterführende Schule, Grammer School in jedem County und eine Universität für den Bundesstaat vor. Die Thetford Academy ist als private Schule noch heute eine Ergänzung zu den staatlichen Schulen.
Es gibt auf dem Gebiet der Town Thetford fünf öffentliche Bibliotheken: Latham Memorial Library nahe dem Zentrum der Town und der Thetford Academy, Peabody Library, in Post Mills, Thetford Historical Society Library Thetford Academy Library und die Thetford Elementary School Library.

## Persönlichkeiten

### Söhne und Töchter der Stadt
- Henry Wells (1805–1878), Unternehmer und Mitbegründer von American Express und der Wells Fargo Company
- Sherburne Wesley Burnham (1838–1921), Astronom
- Dean Conant Worcester (1866–1924), Zoologe und Regierungsbeamter auf den Philippinen

### Persönlichkeiten, die vor Ort gewirkt haben
- Mahlon Hoagland (1921–2009), Biochemiker, Molekularbiologe und Hochschullehrer
- Grace Paley (1922–2007), Schriftstellerin und politische Aktivistin